# Bernhard Preim
Bernhard Preim (* 1969) ist ein deutscher Informatiker. Er arbeitet auf den Fachgebieten Mensch-Maschine-Interaktion und Visual Computing in der Medizin.
Er leitet den Lehrstuhl für Visualisierung an der Otto-von-Guericke-Universität Magdeburg.

## Leben
Preim promovierte 1998 in Magdeburg bei Thomas Strothotte über „Interactive Illustrations and Animations for the Exploration of Spatial Relations“. Von 1999 bis 2003 arbeitete er am MeVis (Centrum für Medizinische Diagnosesysteme und Visualisierung GmbH (MeVis)) und habilitierte 2002 an der Universität Bremen.
Bernhard Preim ist verwitwet und hat 2 Kinder.
Seit 2003 ist er Professor für Visualisierung am Institut für Simulation und Graphik an der Otto-von-Guericke-Universität Magdeburg. Seine Arbeitsgruppe ist spezialisiert auf die Visualisierung von Medizindaten und die Planung von chirurgischen Operationen. Von 2013 bis 2015 war er Präsident der CURAC (Deutschen Gesellschaft für Computer- und Roboterassistierte Chirurgie).

## Forschungsprofil
- Visualisierung
- Mensch-Computer-Interaktion
- Computergestützte Diagnostik und Therapieplanung
- Computer Based Training in Medicine[2]

## Werke
- Bernhard Preim, Charl P. Botha: Visual Computing for Medicine. Theory, Algorithms, and Applications. Second Edition Auflage. Elsevier / Morgan Kaufmann, San Francisco 2013, ISBN 978-0-12-415873-3, S. 836 (englisch).
- Bernhard Preim, Raimund Dachselt: Interaktive Systeme. Band 2: User Interface Engineering, 3D-Interaktion, Natural User Interfaces. 2. Auflage. Springer Vieweg, Berlin 2015, ISBN 3-642-45246-9, S. 774.
- Bernhard Preim, Dirk Bartz: Visualization in Medicine. Theory, Algorithms, and Applications. 1. Auflage. Elsevier / Morgan Kaufmann, San Francisco 2007, ISBN 0-12-370596-7, S. 850 (englisch).
- Bernhard Preim: Entwicklung interaktiver Systeme. Grundlagen, Fallbeispiele und innovative Anwendungsfelder. 1. Auflage. Springer, Berlin 1999, ISBN 3-540-65648-0, S. 557.
- Bernhard Preim: Interaktive Illustrationen und Animationen zur Erklärung komplexer räumlicher Zusammenhänge. 1. Auflage. VDI Verlag, Düsseldorf 1998, ISBN 3-18-353210-7, S. 225.